# الیاس تیندربئوگو
الیاس تیندربئوگو (انگلیسی: Ilias Tiendrébéogo؛ زادهٔ ۳۱ دسامبر ۱۹۹۲) بازیکن فوتبال اهل بورکینافاسو است.
وی همچنین در تیم ملی فوتبال بورکینافاسو بازی کرده است.